# Lathyrus pastorei
Lathyrus pastorei är en ärtväxtart som först beskrevs av Arturo Erhardo Erardo Burkart, och fick sitt nu gällande namn av Rossow. Lathyrus pastorei ingår i släktet vialer, och familjen ärtväxter. Inga underarter finns listade i Catalogue of Life.